# Fernão de Noronha

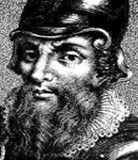
Fernão de Noronha

Fernão de Noronha, verballhornt aus Fernão de Loronha (seinem richtigen Namen), auch Fernando de Noronha (* c. 1470 oder früher; † c. 1540) war ein zum Katholizismus konvertierter portugiesischer Jude (Marrano), der einer der ersten großen Brasilholzhändler in den gerade erst entdeckten Teilen Brasiliens wurde.

## Leben
Der reiche Unternehmer, Kaufmann und Reeder Loronha, geboren in Asturien, war Repräsentant des Bankhauses Jakob Fugger auf der Iberischen Halbinsel. Zusammen mit anderen „Neu-Christen“ (conversos), portugiesischen Kaufleuten, erhielt er die Erlaubnis, die natürlichen Ressourcen Brasiliens (damals noch Terra de Santa Cruz, Land des hl. Kreuzes) drei Jahre lang auszubeuten, und 1503 erhielt er von der Krone einen Vertrag zur Ausbeutung des Brasilholzes, eines in der Färberei wertvollen Holzes. Das Consortium finanzierte die Expedition Gonçalo Coelhos im Jahre 1503, die am 24. Juli die Insel entdeckte, die viel später den Namen Fernando de Noronha tragen sollte. 1506 führten Loronha und seine Teilhaber 20.000 quintais (1,2 Tonnen) Brasilholz aus den neuen Ländern aus, die in Lissabon mit 400 oder 500 Prozent Gewinn verkauft wurden. 1511 beteiligte er sich mit Bartolomeu Marchioni, Benedito Morelli und Francisco Martins an der Ausrüstung der Bretoa, die am 22. Juli mit einer Ladung von 5000 Stämmen Brasilholz, exotischen Tieren und 40 Sklaven, hauptsächlich Frauen, nach Portugal zurückkehrte.
Als Folge des Vertrages und der Expedition Gonçalo Coelhos vergab König D. Manuel I (1495–1521) 1504 das erste «capitania do mar» no litoral (Überseelehen) an Fernão de Loronha: die Insel São João da Quaresma, heute Fernando de Noronha.
1532 wurde er von João III (1521–1557) zum Fidalgo de cota de armas, einer Art Ritter, geadelt.
Manche schreiben Fernão de Loronha die Veränderung der christlichen Namen Ilha de Vera Cruz (Insel des wahren Kreuzes) und Terra de Santa Cruz (Land des heiligen Kreuzes) in Brasilien zu. Indessen gibt es keine historische Grundlage für eine solche Annahme und sie beruht auf antisemitischem Gedankengut. Die Änderung des Namens beruhte auf dem Handel mit Brasilholz, für den Fernão de Loronha nur einer der Pächter war.